# Трутовщики
Трутовщики (лат. Sphindidae) — семейство насекомых из отряда жесткокрылых.
Синонимы:
- Aspidiphoridae Kiesenwetter, 1877 (1859)
- Coniporidae Thomson, 1859

## Описание
Жуки длиной достигают 1,5—3,5 мм.

## Распространение
В Северной Америке распространены девять видов из четырёх родов и двух подсемейств.

## Экология и местообитания
Все виды семейства питаются миксомицетами (слизистой плесенью) в обеих стадиях развития (личики и имаго). Весь жизненный цикл проходит на и в слизистой плесени.

## Систематика
Sphindidae
- Подсемейство: Odontosphindinae Sen Gupta & Crowson, 1979
  - Род: Odontosphindus
- Подсемейство: Protosphindinae Sen Gupta & Crowson, 1979
  - Род: Protosphindus
- Подсемейство: Sphindinae Jacquelin du Val, 1861
  - Род: Aspidiphorus
  - Род: Carinisphindus
  - Род: Eurysphindus
  - Род: Genisphindus
  - Род: Notosphindus
  - Род: Sphindus
- Подсемейство: Sphindiphorinae Sen Gupta & Crowson, 1979
  - Род: Sphindiphorus